# Кутія гімалайська

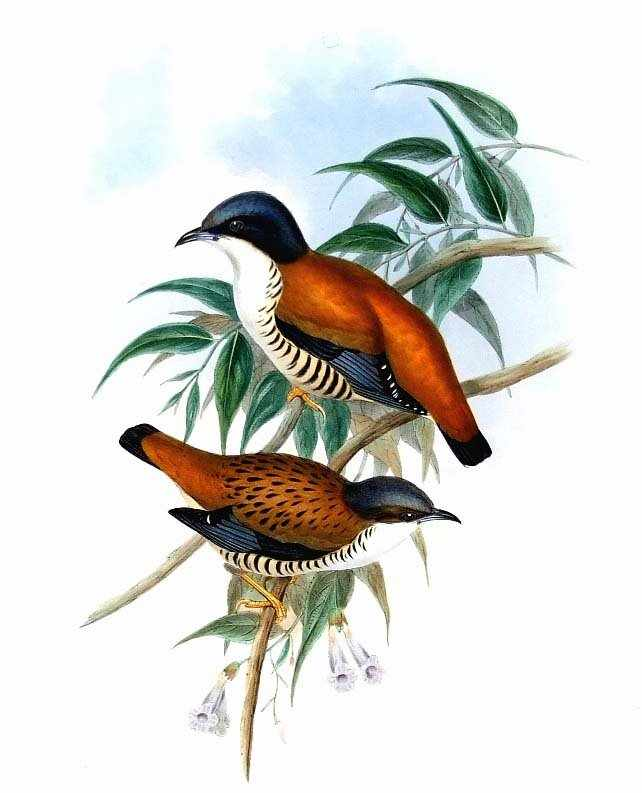
Гімалайські кутії

Ку́тія гімалайська (Cutia nipalensis) — вид горобцеподібних птахів родини Leiothrichidae. Мешкає в Гімалаях і горах Південно-Східної Азії.

## Підвиди
Виділяють три підвиди:
- C. n. nipalensis Hodgson, 1837 — центральні і східні Гімалаї, північна М'янма, південь Сичуаню, південний захід Юньнаню;
- C. n. melanchima Deignan, 1947 — східна М'янма, південний Юньнань, північно-західний Таїланд, північ Індокитаю;
- C. n. cervinicrissa Sharpe, 1888 — Малайський півострів (від південного Пераку до південного Селангору).

В'єтнамська кутія раніше вважався підвидом гімалайської кутії.

## Поширення і екологія
Гімалайські кутії мешкають в Індії, Бутані, Непалі, Китаї, М'янмі, Малайзії, В'єтнамі і Лаосі. Вони живуть у вологих гірських і рівнинних тропічних лісах. Зустрічаються на висоті від 850 до 2500 м над рівнем моря.

## Поведінка
В негніздовий період гімалайські кутії зустрічаються зграйками до 12 птахів. Іноді вони приєднуються до змішаних зграй птахів. Живляться комахами, їх личинками, ягодами, насінням і равликами. Сезон розмноження триває в квітні-травні в Індії, в травні-червні в Непалі, в березні-червні в Південно-Східній Азії. Гніздо чашоподібне, розміщується на дереві.